# Club Unión Vecinal
Club Unión Vecinal de La Plata es un club deportivo ubicado en la ciudad de La Plata, provincia de Buenos Aires, Argentina. Fundado el 6 de marzo de 1939. Como su nombre lo indica una sociedad de vecinos que colaboraron para su construcción. Las tierras para la construcción de dicho club fueron donadas por uno de sus fundadores, José María Sampedro.
El nombre original elegido por las personas reunidas en esa oportunidad fue Club Unión Vecinal Social de Fomento, Deportivo y Cultural, denominación que por resolución de los socios reunidos el 17 de agosto de 1947 pasó a ser Unión Vecinal de La Plata. Siendo el Sr. Enrique Casalánguida su primer presidente.
La sede de la Institución está ubicada en la calle 9 entre 69 y 70 de la Ciudad de La Plata y posee un equipo de handball (amateur), taekwondo, y básquetbol que participa en la tercera categoría del Básquet Argentino, TFB (antigua Liga B). Además se realizan actividades de gimnasia artística y pilates. 
El equipo juega como local en el Torneo Federal de Básquetbol, en el gimnasio llamado «Miguel García», en honor al expresidente del club y uno de los socios más antiguos.

## Básquetbol
El básquetbol masculino, deporte insignia de la institución, ha cosechado a lo largo de su trayectoria los siguientes títulos: Torneos locales de Primera división 2001, 2004, 2005, 2006, 2007, 2009, 2010, 2011, 2013 y 2014. Copa Cerisola 1998, 2001, 2002, 2006 y 2007. Copa diario El Día 2008, 2010 y 2013; todos organizados por la Asociación Platense de Básquet. Obtuvo cuatro veces consecutivas el campeonato de la Liga Platense de Básquet de la A.P.B.
En tanto que en sus participaciones en el Torneo Regional de Clubes de la Provincia de Buenos Aires, debutó en el año 2005, se consagró subcampeón en el 2006 y finalmente obtuvo dicha presea en los años 2008 y 2012.
Estos campeonatos le otorgaron al Club Unión Vecinal el ascenso a la Liga Nacional B en 2008 y al Torneo Federal en 2012 (Categoría que milita actualmente). Ambos forman parte de la tercera categoría de la Liga Nacional de Básquet.
La temporada 2012/2013 disputando su primera edición del Torneo Federal con Rubén Flamini como director técnico no fue buena. Sufrió el descenso, pero rápidamente fue invitado a participar nuevamente en el certamen en la temporada 2013/2014, la cual le fue mucho mejor salvando la categoría cinco fechas antes del final del torneo, con Héctor "Tito" Santini al mando. Ya en la temporada 2014/2015 con Ignacio Navazo al frente, su asistente Juan Ignacio Ramírez, y conociendo bien la competencia, Unión Vecinal fue la revelación del torneo llegando hasta cuartos de final dejando en el camino a Deportivo Pérfora, y peleando hasta el final la serie (3-2) con el primero del certamen, Platense (actualmente jugando TNA).

### Logros
- Torneos locales de Primera división: 2001, 2004, 2005, 2006, 2007, 2009, 2010, 2011, 2013, 2014, 2015, 2016 y 2017 (Asociación Platense de Básquet)
- Torneo Apertura de Primera División: 2015 (Asociación Platense de Básquet)
- Copa Cerisola: 1998, 2001, 2002, 2006 y 2007
- Copa Diario El Día: 2008, 2010, y 2013
- Torneo Provincial de Clubes (Pcia. de Buenos Aires): 2007/2008 y 2011/2012

## Taekwondo
El taekwondo es otra disciplina representativa y llena de logros para este club. Entre lo más destacado se puede nombrar a la practicante de taekwondo Luciana Angiolillo, quien participó en los Juegos Olímpicos Universitarios de 2015 en Gwangju, Corea del Sur. También podemos destacar a Agustín Álves y Celina Proffen que participaron en los Juegos Panamericanos de 2015 en Toronto. También Sofía Tournier, Milagros Cali, Agustín Alves, Luciana Angiolillo, Celina Proffen, y Diego Armenta en el "Argentina Open".

### Logros
- Luciana Angiolillo: 8º final JJ. OO. Universitarios 2015, Bronce en Argentina Open, Campeona Argentina categoría -57kg.
- Agustín Álves: 4º final Juegos Panamericanos de 2015, Oro en Argentina Open, Campeón Argentino categoría -80kg.
- Celina Proffen: 5º lugar Juegos Panamericanos de 2015, Bronce Argentina Open.
- Sofía Tournier: Oro en Argentina Open.
- Milagros Cali: Oro en Argentina Open.

## Gimnasio Miguel García (padre)
La construcción del nuevo gimnasio Miguel García (padre), espacio deportivo orgullo de la institución y de la ciudad, con capacidad para quinientos espectadores sentados y piso de madera flotante, fue construido con el esfuerzo de los socios y amigos de la institución. El tinglado se consiguió bajo la presidencia del Juan Carlos Allo y la adecuación para su posterior utilización estuvo a cargo del presidente Miguel Alberto García (hijo).
El nombre de dicho complejo fue propuesto por el un asociado en Asamblea Extraordinaria, contando con la aprobación por unanimidad de los presentes.

## Presidentes
- Enrique Vimercati
- 1943 – Salvador Mangano
- 1944 – Ramón Ferrer
- 1946 – Marcos Anglada
- 1949 – Agustín Martínez
- 1965 – C. Richetti
- 1969 – Oscar Stefenon
- 1981 – R. Román
- 1983 – Oscar Stefenon
- 1985 - Daniel Pérsico
- 1991 – Enrique Vimercati
- 2012 - Miguel García
  - 1943 – Salvador Mangano
  - 1944 – Ramón Ferrer
  - 1946 – Marcos Anglada
  - 1949 – Agustín Martínez
  - 1965 – C. Richetti
  - 1969 – Oscar Stefenon
  - 1981 – R. Román
  - 1983 – Oscar Stefenon
  - 1985 – Daniel Pérsico
  - 1993 – Daniel Pérsico
  - 1995 – Juan José Arena
  - 1997 – Juan Carlos Allo
  - 1999 – Miguel Alberto García
  - 2005 – Gerardo Pérez
  - 2007 – Gerardo Pérez
  - 2009 – Miguel Alberto García
  - 2011 – Miguel Alberto García
  - 2013 – Miguel Alberto García
  - 2017 – Esteban Ruíz